# Tipula biaciculifera
Tipula biaciculifera är en tvåvingeart som beskrevs av Alexander 1937. Tipula biaciculifera ingår i släktet Tipula och familjen storharkrankar. Inga underarter finns listade i Catalogue of Life.